# لاري براون (لاعب كرة قدم أمريكية أمريكي)
لاري براون (بالإنجليزية: Larry Brown)‏ هو لاعب كرة قدم أمريكية أمريكي، ولد في 16 يونيو 1949 في جاكسونفيل في الولايات المتحدة.

## وصلات خارجية
- لاري براون (لاعب كرة قدم أمريكية أمريكي) على موقع مرجع كرة القدم المحترفة.كوم (الإنجليزية)